# Лемещук Іван Михайлович
Іва́н Миха́йлович Лемещу́к  (20 січня 1993, с. Гайки-Ситенські Радивилівського району Рівненської області — 5 вересня 2014, с. Цвітні Піски Слов'яносербського району Луганської області)— український військовик, сержант Збройних сил України, учасник російсько-української війни.

## Короткий життєпис
Народився 20 січня 1993 року в с. Гайки-Ситенські Радивилівського району Рівненської області.
Навчався в Ситненській ЗОШ І—ІІІ ступенів. Батьки розлучилися; у 6-річному віці померла його мама. Згодом закінчив Кременецький лісотехнічний коледж. Проходив службу в армії, залишився на військовій службі контрактником.
У часі війни — головний сержант-командир відділення 80-ї окремої десантно-штурмової бригади.
5 вересня 2014-го біля міста Щастя загинув у бою з російським диверсійним підрозділом — під час «перемир'я» десантники з боями відходили від Луганського аеропорту. У часі бою з російським диверсійним підрозділом українські вояки — 97 осіб на 6 БТРах й 2 танках (1 БТР підірвали — не заводився) — зайняли кругову оборону між селами Цвітні Піски й Стукалова Балка, відбиваючи натиск терористів у числі 240—260 чоловік. По тому натрапили засаду на техніці в русі. Після прибуття підрозділу під населений пункт Щастя констатували відсутність БТР-80 № 129, поранення зазнали 9 бійців. У бою загинули: прапорщик Анатолій Гаврилюк, сержант Іван Лемещук, молодші сержанти Степан Бродяк та Іван Сова, солдат Руслан Степула. Вважалися зниклими безвісти: старший лейтенант Пилипчук Юрій Юрійович, лейтенант Ігор Петрівський, сержант Олексій Ващук, молодші сержанти Віктор Бражнюк, Гураль Олег Володимирович, старший солдат Володимир Соломчук, солдати Сергій Боднар, Ватаманюк Сергій Миколайович, Іван Воробель, Корнач Сергій Сергійович, Підгайний Микола Йосипович, Роман Симпович, Слободян Едуард Геннадійович, Турчин Михайло Степанович, Микола Федус. Вважаються полоненими капітан Кондрацький Віталій Володимирович, солдати Гринюк Микола Володимирович, Клим'юк Олександр Юрійович.
Похований у селі Ситне. Відспівували Івана Лемещука в місцевому Свято-Дмитріївському храмі.
Без Івана лишились бабуся Лідія Лемещук і кохана. Проводжали його в останню путь з короваєм і калачами.

## Нагороди та вшанування
За особисту мужність і героїзм, виявлені у захисті державного суверенітету та територіальної цілісності України, вірність військовій присязі під час російсько-української війни
- орденом «За мужність» III ступеня (4.6.2015, посмертно)[4]
- 29 січня 2015-го в Ситненській ЗОШ на його честь відкрито пам'ятну дошку.[5]
- Портрет на меморіалі «Стіна пам'яті полеглих за Україну» в Києві: секція 4, ряд 1, місце 24.[6]
- Його портрет розміщений на меморіалі «Стіна пам'яті полеглих за Україну» у Києві: секція 4, ряд 1, місце 24
- Вшановується в меморіальному комплексі «Зала пам'яті», в щоденному ранковому церемоніалі 5 вересня[7]